# Freddy Winnai
Fred „Freddy” Winnai (ur. 8 kwietnia 1905 roku w Filadelfii, zm. 4 września 1977 roku w Filadelfii) – amerykański kierowca wyścigowy.

## Kariera
W swojej karierze Winnai startował głównie w Stanach Zjednoczonych w mistrzostwach AAA Championship Car oraz towarzyszącym mistrzostwom słynnym wyścigu Indianapolis 500, będącym w latach 1923-1930 jednym z wyścigów Grandes Épreuves. W drugim sezonie startów, w 1929 roku w wyścigu Indianapolis 500 uplasował się na piątej pozycji. W mistrzostwach AAA raz stanął na podium. Z dorobkiem 168 punktów został sklasyfikowany na siódmej pozycji w klasyfikacji generalnej. W sezonie 1932 uzbierane 170 punktów dało mu trzynaste miejsce w końcowej klasyfikacji kierowców. Ukończył wyścig Indianapolis 500 na ósmej pozycji. W 1936 roku w Indy 500 był jedenasty.